# Cannabis Cup

Cannabis Cup är en festival som hålls varje år för att tävla om vilka skördar (olika sorter) av marijuana som är de bästa för det året. Cannabis Cup hålls årligen i Amsterdam i Nederländerna, och tävlingen håller på i en vecka i slutet av november.